# Myles Patrick
Myles Patrick (Macon, 9 novembre 1954) è un ex cestista statunitense, professionista nella NBA e in Italia.